# هنر فاسد (فیلم)
«هنر فاسد» (انگلیسی: Degenerate Art (film)) فیلمی در ژانر مستند است.